# 迈克·格林 (篮球运动员)
迈克尔·肯尼思·格林（英語：Michael Kenneth Green，1951年8月6日—），美国NBA联盟前职业篮球运动员。他在1973年的NBA选秀中第1轮第4顺位被西雅图超音速选中。